# Российский антитеррористический страховой пул
Российский антитеррористический страховой пул (РАТСП) — объединение российских страховых компаний в форме страхового пула с целью организации страховой защиты от рисков, связанных с терроризмом

## История
Российский антитеррористический страховой пул учрежден 20 декабря 2001 года шестью крупнейшими российскими страховыми компаниями для обеспечения национального рынка страхования ёмкостью, достаточной для перестрахования самых крупных рисков терроризма. Одним из импульсов к его образованию стала террористическая атака на башни-близнецы в Нью-Йорке 11 сентября 2001 года. Первым председателем наблюдательного совета пула стал заместитель генерального директора страховой компании Ингосстрах Олег Тишкин. В 2009 году из пула вышел «Ингосстрах», в 2010 — «Росгосстрах» и «Капитал-Страхование». 
Табл.1 Число членов пула и его ёмкость
| Период      | Число участников | Ёмкость, $ млн |
| ----------- | ---------------- | -------------- |
| июль 2004   | 25               | 32,5           |
| май 2013    | 27               | 57             |
| март 2014   | 25               | 200            |
| март 2015   | 27               | 235            |
| январь 2017 | 22               | 240            |
| март 2019   | 25               | 240            |
| июль 2021   | 22               | 258            |

Две компании, лидирующие по объёмам коропоративного страхования — «СОГАЗ» и «Ингосстрах» — страхуют и перестраховывают риски терроризма без участия в РАТСП, автономно размещают такие риски в перестрахование и некоторые дочерние компании зарубежных страховщиков. Например, в пуле не состояла страховая компания «Либерти Страхование» , однако после покупки её Совкомбанком в 2021 году и ребрендинга компания «Совкомбанк Страхование» стала членом РАТСП. 
При перестраховании рисков участники пула используют собственную автоматизированную систему управления и документооборота (АСУ РАТСП), которая позволяет перестраховывать риски в режиме «онлайн».

## Принципы
Пул не имеет ограничений по количеству участников. Критерием приема новых членов пула является платежеспособность страховщика.
Доля каждого участника определяется в соответствие с методикой пула по расчету максимального размера собственного удержания. Каждый из участников может самостоятельно определить свою долю участия, но в пределах, не превышающих её максимально допустимое значение.
Работа пула строится по следующим направлениям:
- Создание перестраховочной ёмкости, независимой от западного рынка перестрахования;
- Разработка единой тарификации рисков терроризм и диверсия;
- Разработка страхового продукта (условий страхования) по страхованию рисков терроризм и диверсия;
- Контроль за финансовой устойчивостью членов пула.

Исполнительным комитетом и наблюдательным советом РАТСП подготовлены и утверждены формы декларирования рисков терроризм в пул, а также формы отчетности и формы бордеро по перестрахованию рисков по результатам квартальных операций каждого из участников пула.

## Управление
Высшим органом пула является наблюдательный совет (председатель — Гульченко А. С., РЕСО-Гарантия).
Рабочим органом пула является исполнительный комитет (председатель — Веневцева Е. А.).
Управляющей компанией пула является ООО «Индустриальный страховой брокер».